# Portul turistic Mangalia

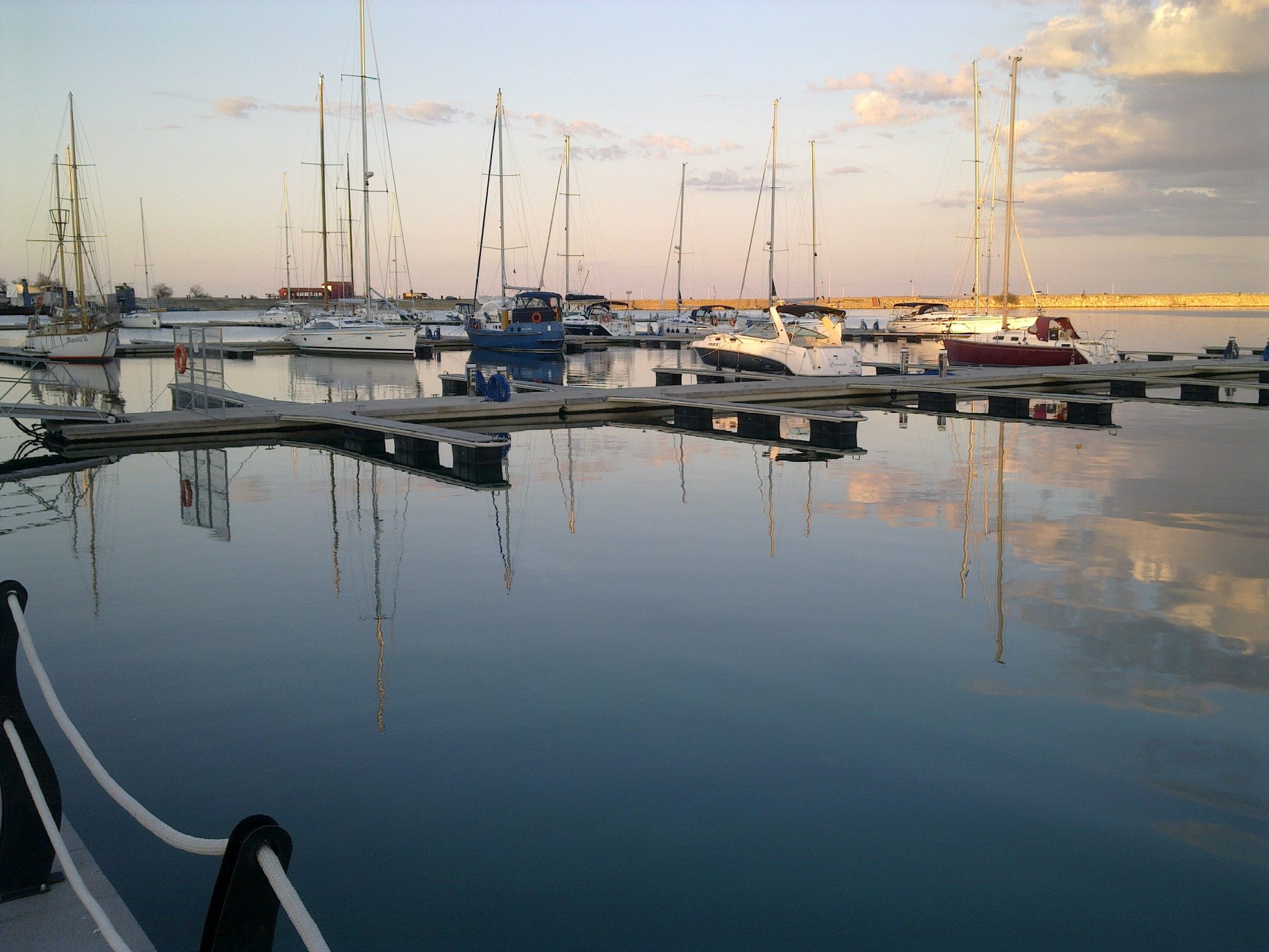
Portul turistic Mangalia, 22 aprilie 2012

Portul turistic Mangalia este un port la Marea Neagră, destinat navelor turistice de mici dimensiuni (până la 18 m lungime) care navighează în lungul litoralului românesc. Este cel mai modern port turistic din România.

## Istoric
Portul a fost construit între anii 2006-2008, în baza unei asistențe financiare nerambursabile de 4.071.365,77 euro din partea Uniunii Europene (Programului Phare CES 2004/016-772.04.01.01.01 – Proiecte Mari de Infrastructură Regională) și a unei contribuții din partea Consiliului Local și a Primăriei Municipiului Mangalia de 651.418,52 euro.

## Localizare, descriere
Este situat la doar 2 zile de navigație pană în portul ucrainean Odesa, o zi până în portul bulgar Varna și câteva ore până la Constanța sau în Delta Dunării și beneficiază, datorită amplasării, de condiții ideale pentru staționarea și întreținerea ambarcațiunilor. Din portul turistic Mangalia se pot efectua călătorii în imediata vecinătate, incluzând escale la Vama Veche, 2 Mai, Limanu, Venus, Neptun, Olimp, Costinești, Eforie Sud, Eforie Nord, Agigea, Constanța, Mamaia sau Midia, cât și trasee de navigație costieră mai lungi în perimetrul Istanbul-Varna-Mangalia-Odesa-Yalta. Turiștii pot efectua plimbări pe mare cu bărci cu motor organizate de firme locale.
Portul turistic Mangalia are o capacitate totală de 146 locuri de acostare pentru ambarcațiuni și cheuri în lungime de 155 m. Pe cheu este posibilă aprovizionarea ambarcațiunilor cu apă potabilă și energie electrică. Adâncimea la cheu este de 2,5 m.
Alături de Portul turistic Varna din Bulgaria este gazda regatei internaționale BMW Black Sea International Regatta organizată anual de Yacht Club România, LZ Yachting 1991 Bulgaria și Odessa International Yacht Club.

## Galerie de imagini

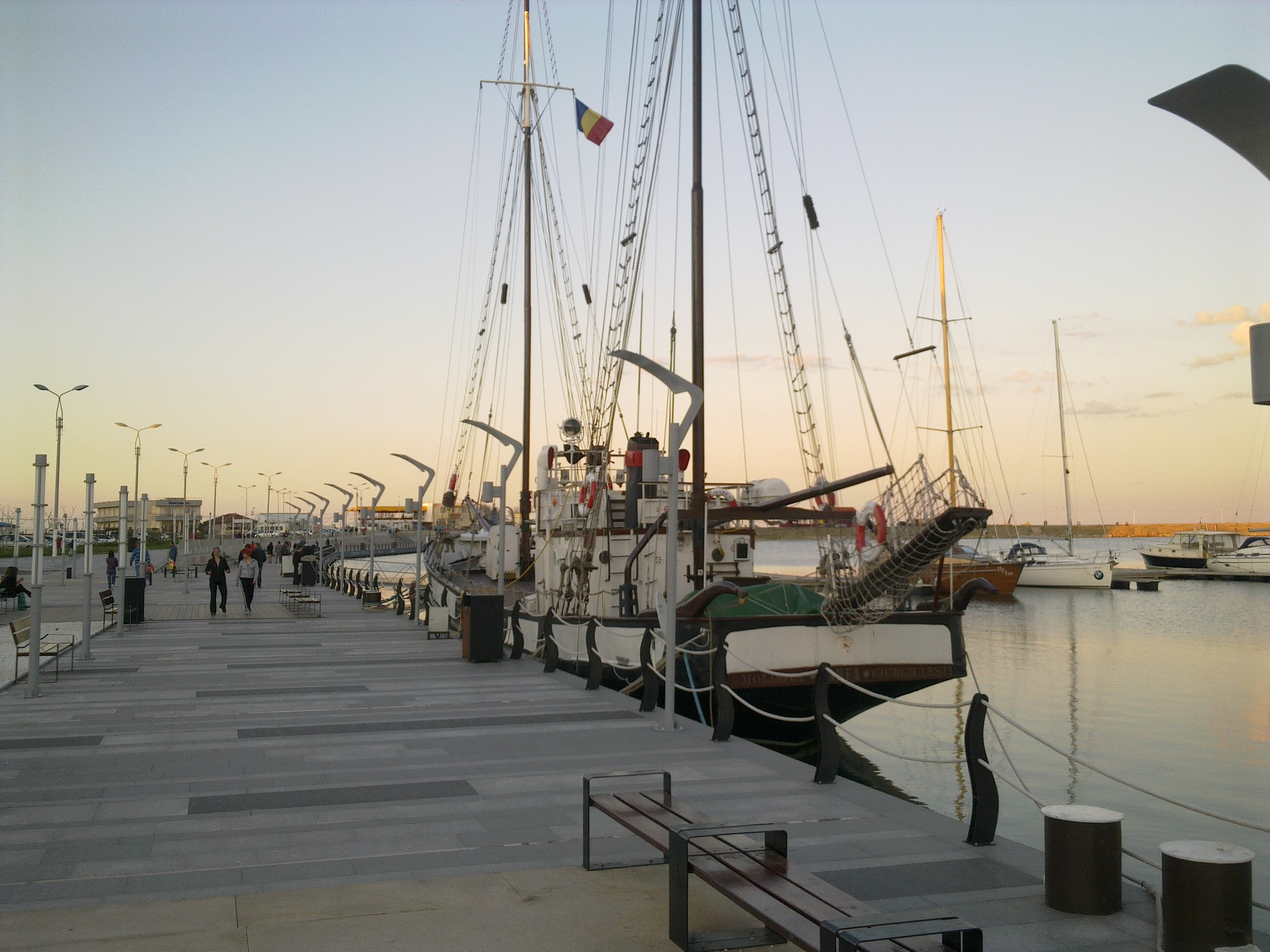
Portul turistic Mangalia - Marea Neagră/România
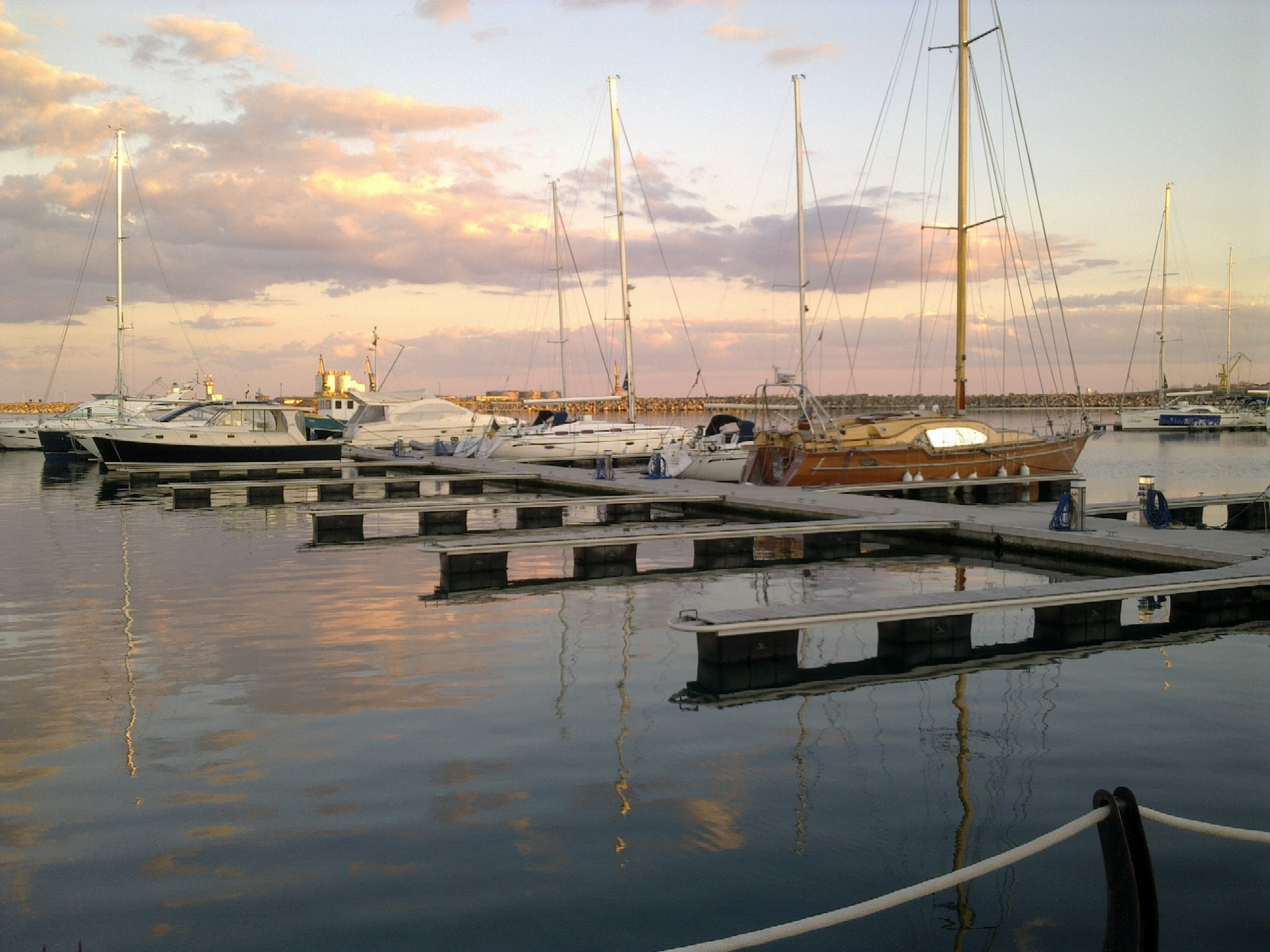
Portul turistic Mangalia - Marea Neagră/România
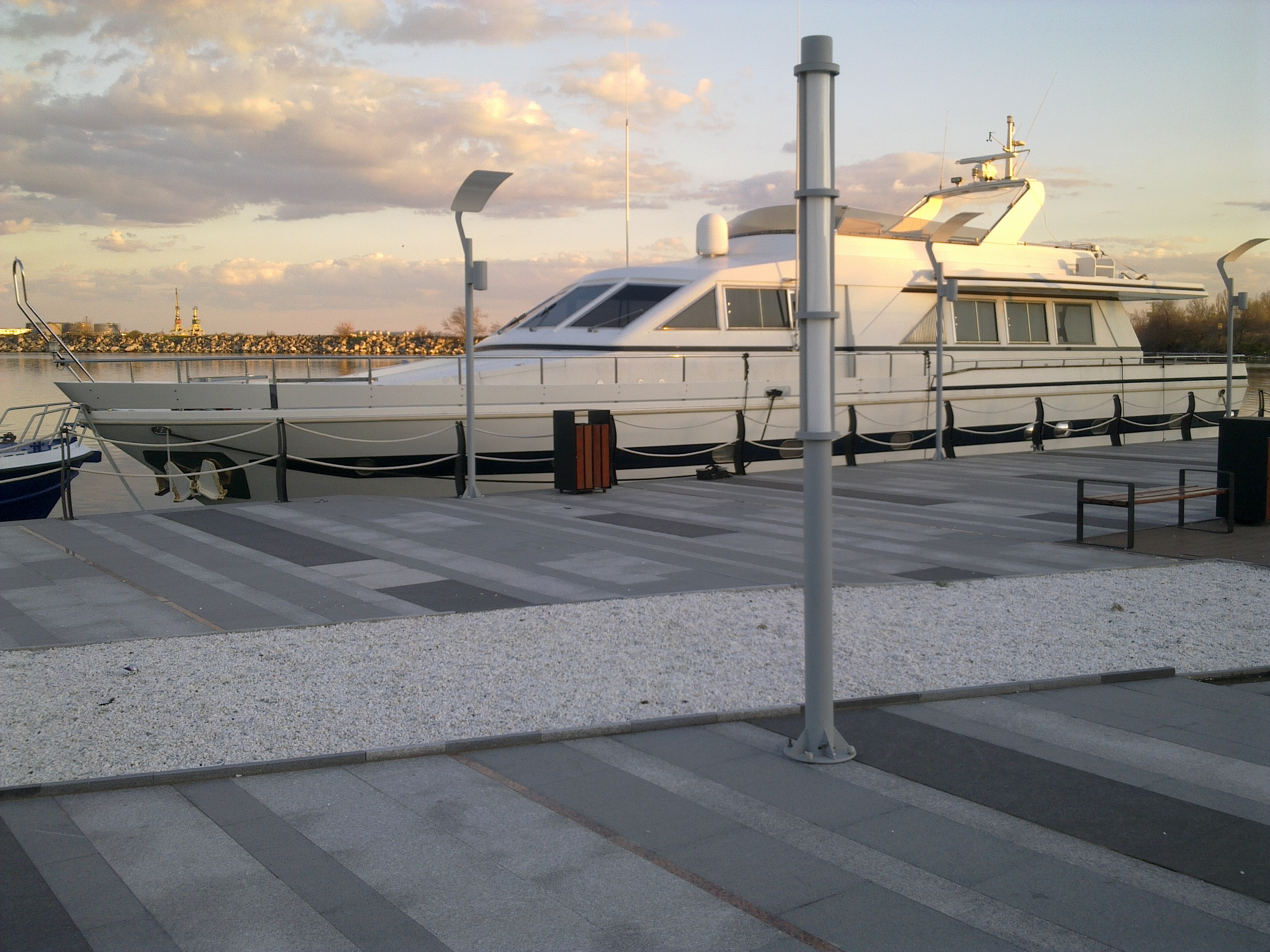
Portul turistic Mangalia - Marea Neagră/România
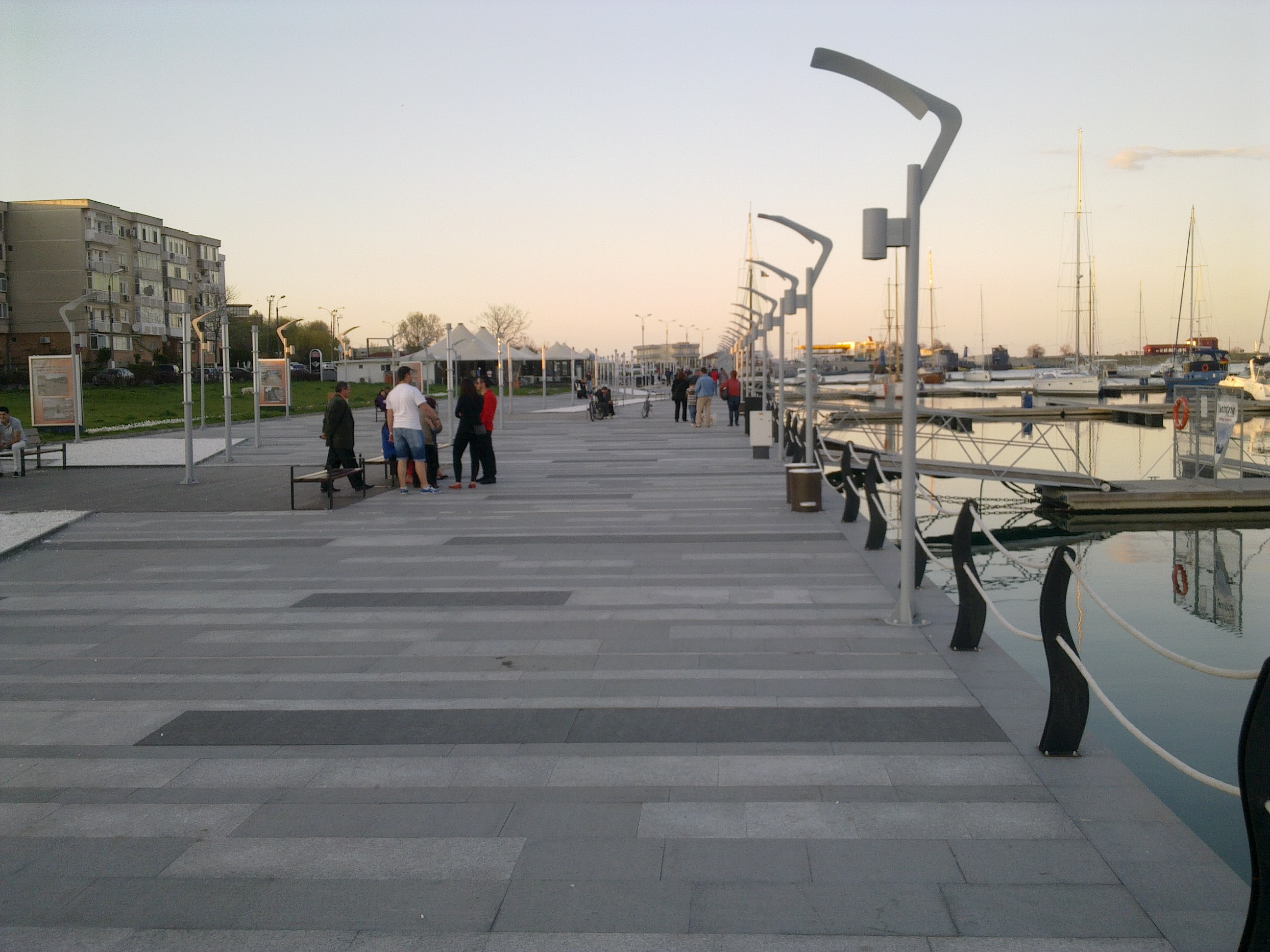
Portul turistic Mangalia - Marea Neagră/România
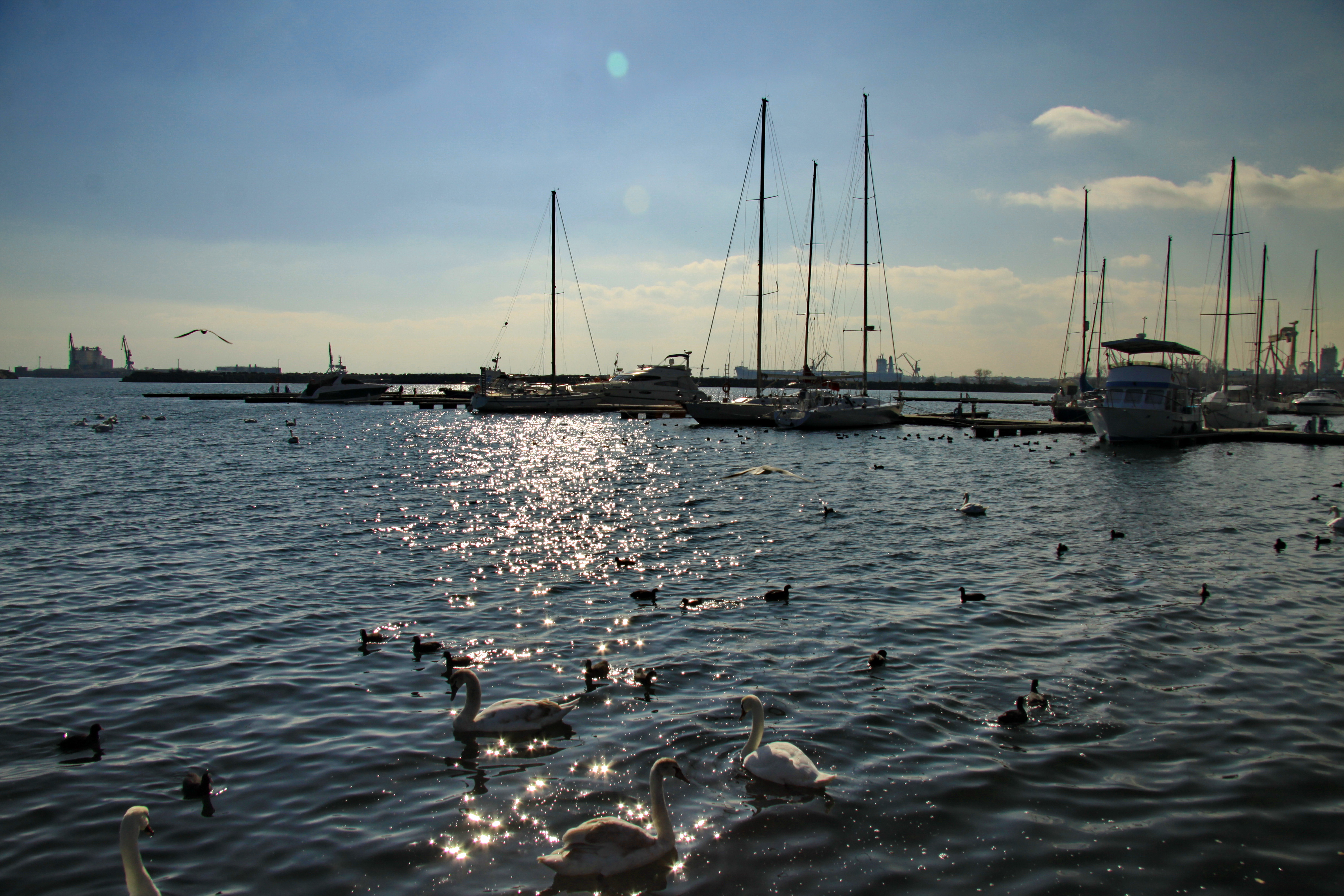
Portul turistic Mangalia - Marea Neagră/România
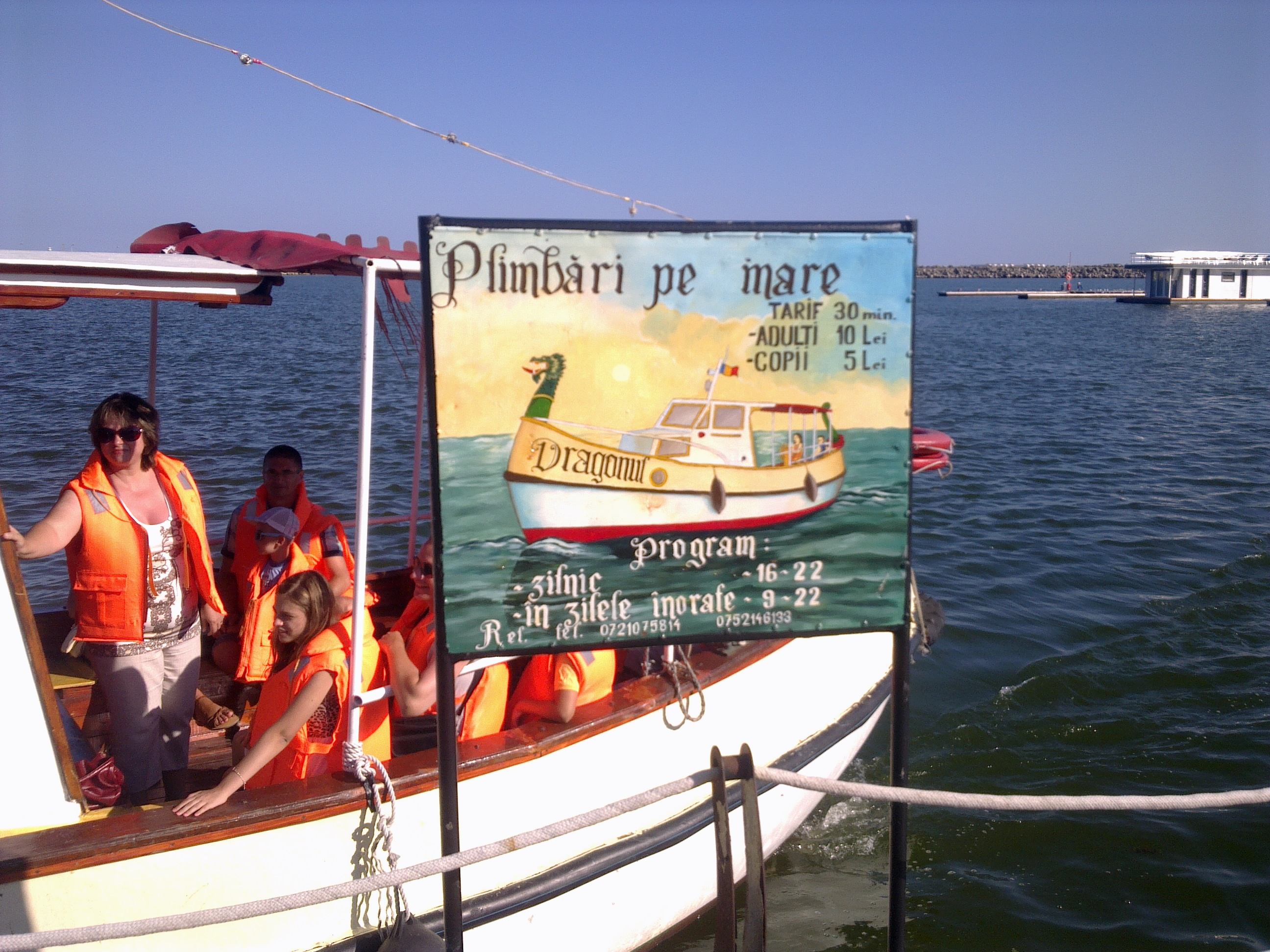
Plimbări cu barca pe mare